# Distrito de Cochorco
El Distrito de Cochorco es uno de los ocho que conforman la Provincia de Sánchez Carrión, ubicada en el Departamento de La Libertad, bajo la administración del Gobierno regional de La Libertad.  
Desde el punto de vista jerárquico de la Iglesia católica forma parte de la Prelatura de Huamachuco.

## Historia
El distrito fue creado mediante Ley 9864 del 13 de diciembre de 1943, en el primer gobierno del Presidente Manuel Prado Ugarteche.

## Geografía
Abarca una superficie de 258,04 km², tiene un clima variado y agradable durante todas las estaciones.

## Autoridades

### Municipales

#### Autoridad Actual: Arcenio Layza Valderrama
- Alcalde: Arcenio Layza Valderrama, del Partido Democrático Sumate.
- Regidores:

1. (Partido Democrático Somos Perú)
2. (Partido Democrático Somos Perú)
3. (Partido Democrático Somos Perú)
4. (Partido Democrático Somos Perú)
5. (Acción Popular)

Alcaldes anteriores
- 2015 - 2018:[3] MEDINA SEGURA EDGARD
- 2018: RUBEN RODRIGUEZ LAIZA
- 2014: EDGAR MARCELINO MEDINA SEGURA
- 2010: JULIO CESAR DIAZ CARRASCO
- 2006: PALERMO CONTRERAS TAMAYO
- 2002: LUIS ALBERTO REBAZA CHAVEZ
- 1998: HEMAN CHAVEZ LEON
- 1995: HEMAN CHAVEZ LEON
- 1993: Las elecciones fueron ANULADAS
- 1989: JULIO LAIZA PASTOR
- 1986: SEVERINO FERNANDEZ LAYZA
- 1983: LUIS ALBERTO REBAZA MONTES
- 1980: ADOLFO PELAYO FLORES CRUZ
- 1966: LUIS ALBERTO REBAZA MONTES
- 1963: LUIS ALBERTO REBAZA MONTES

### Policiales
- No existe Comisaría de la Policía nacional de Perú, la comisaría que tiene jurisdicción sobre esta zona en la Comisaría de Chagual, localizado junto al río Marañon, a la altura del puente del mismo nombre.